# Каменка (Октябрський район)
Ка́менка (рос. Каменка) — село у складі Октябрського району Оренбурзької області, Росія.

## Населення
Населення — 406 осіб (2010; 344 у 2002).
Національний склад (станом на 2002 рік):
- росіяни — 89 %

## Люди
В селі народився Смолін Микола Федорович (1921—?) — український живописець.